# Creed - Nato per combattere
Creed - Nato per combattere (Creed) è un film del 2015 diretto da Ryan Coogler, con protagonisti Michael B. Jordan e Sylvester Stallone.
Si tratta di uno spin-off del franchise di Rocky, la cui storia si svolge otto anni dopo gli eventi di Rocky Balboa, sesto film della serie creata da Sylvester Stallone. Il film è dedicato alla memoria di Robert Chartoff, storico produttore della serie di "Rocky", deceduto prima dell'uscita del film.

## Trama
Adonis Johnson, di 11 anni nel 1998, è il figlio illegittimo del grande pugile Apollo Creed. Non avendo mai conosciuto suo padre e dopo un'infanzia difficile tra assistenti sociali e riformatori, in seguito alla prematura morte della madre, cresce a casa di Mary Anne, la vedova di Apollo, che lo accoglie come un figlio per 17 anni in California. Nel 2014, col tempo passato, il trentenne Adonis si accorge di amare il pugilato proprio come il padre e inizia a combattere con il cognome della madre per guadagnarsi merito senza paragoni ingombranti. Disputa piccoli incontri a Tijuana (Messico) e nutre un grande interesse per le leggendarie sfide tra suo padre e Rocky Balboa. Dopo essere tornato in California ed aver lasciato il lavoro di brillante impiegato di azienda, appena dopo aver ottenuto un'importante promozione, comunica alla matrigna la volontà di intraprendere la carriera di pugile professionista. Lei non è d'accordo con questa scelta, in quanto ancora traumatizzata dalla morte del marito e preoccupata per la vita di suo figlio. Adonis decide comunque di tentare questa strada: si trasferisce a Filadelfia e si mette sulle tracce dello storico rivale del padre, Rocky Balboa, il quale è rimasto solo dopo il matrimonio del figlio, che ha deciso di trasferirsi in Canada, e la morte di Paulie.
Una sera, poco dopo il suo arrivo in città, si presenta all'Adrian's, il ristorante di Rocky, e gli rivela la sua identità, chiedendogli di poterlo allenare. Questi inizialmente rifiuta dicendo che col pugilato ha chiuso e sta per andare in pensione anche con il ristorante, ma la conoscenza di molte questioni segrete da parte di Adonis, legate a Rocky ed Apollo, stuzzicano in Balboa un leggero interesse e un po' di curiosità. Adonis, dopo essersi allenato da solo in quella che fu la palestra di Mickey, riesce a convincere lo stallone italiano ad allenarlo. Rocky segue molto Adonis, migliorandolo fino a fargli vincere un importante incontro contro il quarto pugile più forte al mondo. Intanto Adonis si innamora di Bianca, brillante cantante con cui lega molto e che diventa la sua ragazza. Il mondo inizia a conoscerlo e soprattutto a scoprire la sua vera identità come figlio naturale del grande Apollo. È per questo motivo che il manager dell'inglese Ricky Conlan, campione del mondo dei mediomassimi, gli propone un incontro a condizione che Adonis utilizzi il cognome paterno, al chiaro scopo di farne un grande evento mediatico.
Spinto dall'orgoglio per il fatto che Conlan lo provochi pubblicamente definendolo "finto" perché è diventato famoso solo per le sue origini, Adonis accetta. Ormai affezionato a Rocky, si trasferisce a vivere da lui in modo che lo possa allenare più da vicino. Rocky però, durante una sessione di allenamento, viene colpito da un malore. Soccorso dal suo allievo, viene subito ricoverato in ospedale e apparentemente sembra stare meglio, ma nei giorni successivi viene richiamato e uno dei medici gli rivela che dalle analisi hanno scoperto un linfoma non Hodgkin. La prima reazione di Rocky è quella di non volersi curare, memore della sofferenza che Adriana ha dovuto passare con la chemioterapia, che comunque non l'ha salvata dalla malattia. Quando Adonis lo viene a sapere, sconvolto, convince l'allenatore a ripensarci, incoraggiandolo a combattere le loro personali battaglie insieme.
Dopo una dura sessione di allenamenti che accompagnano le cure di Rocky, Adonis Creed sale sul ring a Liverpool nel Goodison Park per affrontare il suo iridato rivale. Tutto il mondo sta assistendo alla sfida; persino Mary Anne da casa è pronta ad incitarlo. Inizia così il match, che viene affrontato dai due contendenti in uno scontro estenuante. Adonis ha un occhio chiuso e si trova in difficoltà. Ma Rocky, orgoglioso di quello che il ragazzo è diventato, lo ringrazia per non averlo abbandonato ed averlo convinto a non mollare, e gli chiede di fare lo stesso. Incoraggiato, Adonis continua a combattere senza sosta e riesce a resistere, finché un colpo ben assestato del campione non lo fa crollare a terra. Quando tutto sembra perduto, Adonis ha una visione delle persone più importanti per lui, tra cui Apollo, e, più determinato che mai, riesce a rialzarsi e, alla fine, a mandare al tappeto l'avversario. Nonostante tutto, per soli trenta secondi Creed non riesce ad ottenere il KO. Si va dunque ai punti e per i giudici è Conlan a trionfare per decisione non unanime, ma Adonis conclude da vero trionfatore morale e viene sostenuto da Bianca e Rocky. Il campione si congratula con Creed per la sua tenacia e gli consiglia di non smettere con il pugilato. La folla lo acclama chiamandolo con il cognome di suo padre, e tutti capiscono che il futuro del pugilato è suo. Al termine dell'incontro, Creed e Balboa, insieme, salgono la celebre scalinata del Philadelphia Museum of Art, per guardare la città da lontano e soffermarsi sulla loro vita.

## Produzione

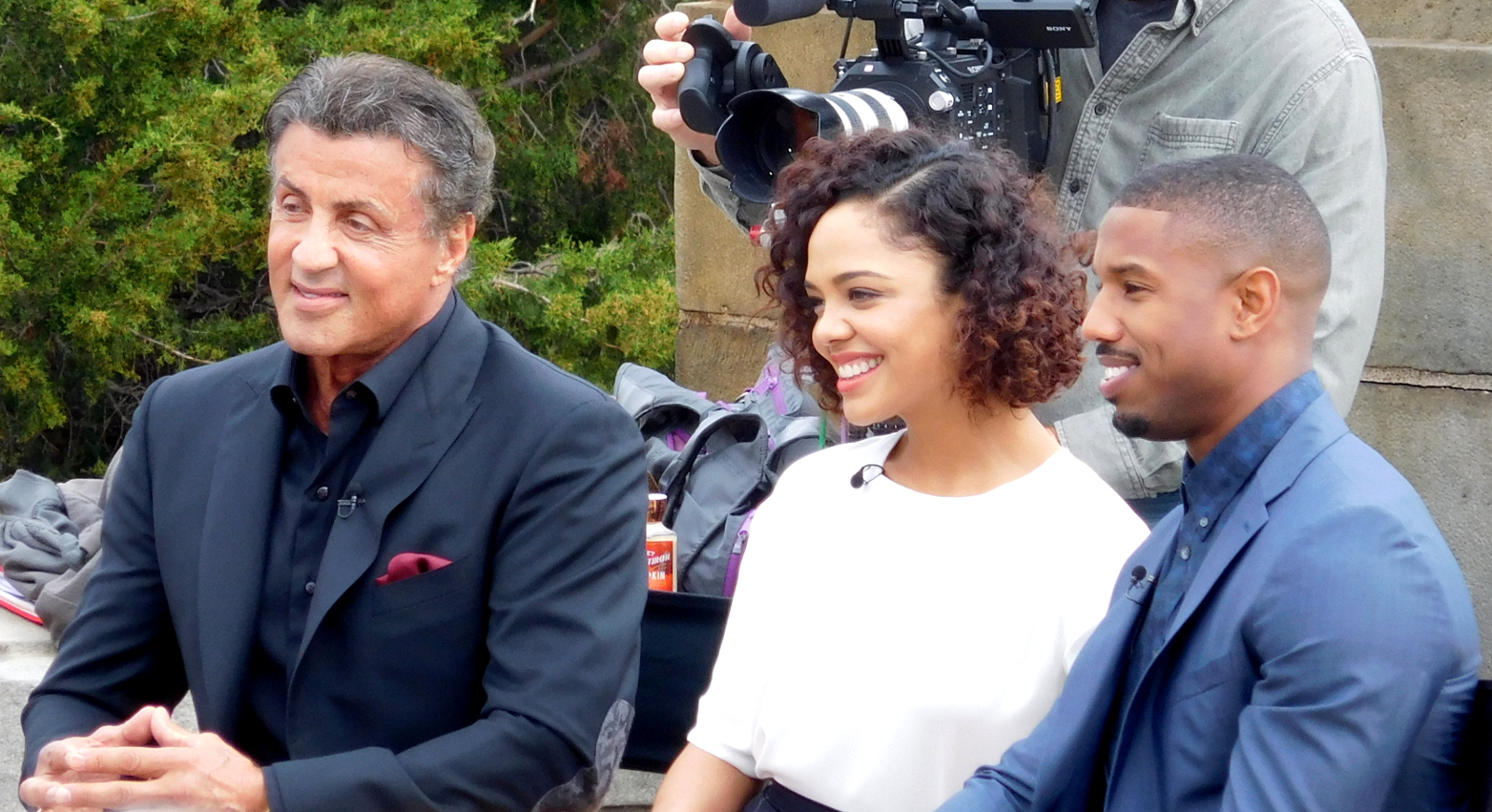
Sylvester Stallone, Tessa Thompson e Michael B. Jordan durante la promozione del film davanti al Philadelphia Museum of Art.

Il 24 luglio 2013, viene annunciato che la Metro-Goldwyn-Mayer ha firmato un contratto con il regista di Prossima fermata Fruitvale Station, Ryan Coogler, per dirigere uno spin-off della serie di film di Rocky, che Coogler co-scrive insieme a Aaron Covington. Il film narra la storia di un ragazzo che segue le orme del suo defunto padre Apollo Creed, e trova in Rocky Balboa un mentore. Michael B. Jordan viene confermato per il ruolo del figlio di Creed, Adonis Creed, mentre Sylvester Stallone riprende i panni del suo famoso personaggio. Inizialmente, come rivelato in seguito dallo stesso attore, Sly non voleva partecipare perché il soggetto della storia, che segue un canone padre-figlio, gli ricordava troppo il figlio Sage, scomparso l'anno prima. Dopo la vincita del Golden Globe, Stallone ha dichiarato di aver voluto rendere omaggio alla sua memoria attraverso la pellicola.
I produttori originali dei film di Rocky, Irwin Winkler e Robert Chartoff producono la pellicola con Stallone e Kevin King Templeton. Il 10 novembre 2014, i pugili professionisti Tony Bellew e Andre Ward entrano nel cast del film, in cui Bellew è il pugile Ricky "Pretty" Conlan, il principale avversario di Creed. Il tutto viene ufficializzato con un set fotografico nel mese di gennaio 2015 a Las Vegas e a Filadelfia.
Il 16 dicembre, Tessa Thompson entra nel cast come protagonista femminile. L'8 gennaio 2015, è Phylicia Rashād ad entrare nel cast nei panni di Mary Anne Creed, vedova di Apollo. Il 21 gennaio, Graham McTavish annuncia tramite Twitter il suo coinvolgimento nel film.

### Budget
Il budget del film è stato di 37 milioni di dollari.

### Riprese
Le riprese sono iniziate il 19 gennaio 2015 in Inghilterra, dove la prima scena del film è stata girata durante l'intervallo della partita di calcio tra Everton e West Bromwich Albion al Goodison Park di Liverpool. Le restanti riprese si sono svolte a Filadelfia. Nei primi di febbraio, un negozio vuoto di Philadelphia viene trasformato in una palestra di boxe, dove sono state girate alcune scene di allenamento.
Il 13 febbraio, la troupe del film è avvistata al The Victor Café per altre riprese. Il café è stato trasformato nell'Adrian's Restaurant, e la troupe è nuovamente avvistata per le riprese lì il 16 febbraio. Stallone e Jordan vengono avvistati sul set del film il 18 febbraio. Dal 24 al 27 febbraio e poi il 3 marzo, le riprese si svolgono presso il Sun Center Studios di Aston Township, Pennsylvania.

## Colonna sonora
La colonna sonora del film è stata pubblicata dalla Atlantic Records.

## Promozione
Il primo trailer del film è stato diffuso il 30 giugno 2015.
Il film è stato presentato, fuori concorso, con una proiezione speciale al Toronto International Film Festival il 9 novembre 2015.

## Distribuzione
La première è avvenuta il 19 novembre a Los Angeles, al Regency Village Theater; al red carpet hanno preso parte oltre al cast, regista ed i produttori del film, anche personaggi famosi come Dolph Lundgren, Carl Weathers, Arnold Schwarzenegger, Angela Bassett, Miles Teller e gli ex pugili Sugar Ray Leonard e Óscar de la Hoya.
La pellicola è stata distribuita nelle sale cinematografiche statunitensi a partire dal 25 novembre 2015, mentre in quelle italiane dal 14 gennaio 2016.

### Divieti
Negli Stati Uniti il film è stato vietato ai minori di 13 anni non accompagnati per la presenza di violenza e sessualità.

## Accoglienza

### Incassi
Nelle anteprime del martedì, il film ha incassato 1,4 milioni di dollari, mentre nel giorno del ringraziamento (26 novembre), incassa 6,4 milioni, arrivando ad un totale di 12,4 milioni nei primi due giorni di programmazione, che sale a 24,1 milioni col terzo giorno
. Alla fine del primo week-end, il film incassa nel nord America 42,6 milioni, confermandosi una sorpresa, al di sopra delle aspettative iniziali, anche "grazie alle recensioni incredibili ed il passaparola positivo" secondo Jeff Goldstein, vice presidente esecutivo della Warner Bros.. Nel secondo weekend statunitense, Creed tiene bene e chiude al terzo posto incassando 15,5 milioni, con una perdita del 38% rispetto al primo fine settimana, per un incasso complessivo nei soli Stati Uniti di 65 milioni. Nel terzo weekend statunitense incassa 10,1 milioni, chiudendo al quarto posto ed arrivando ad un incasso totale nei soli Stati Uniti di 79 milioni di dollari.
Negli Stati Uniti, il film incassa un totale di 109,7 milioni di dollari, mentre a livello mondiale raggiunge i 173,5 milioni.
Nel primo weekend di programmazione nei cinema italiani, il film chiude al terzo posto con 2,6 milioni di euro; anche nel secondo weekend il film mantiene la terza posizione, arrivando ad un totale di 4,4 milioni di euro. L'incasso totale in Italia è stato di 5.486.164 euro.

### Critica
Il film è stato accolto molto positivamente dalla critica statunitense. L'aggregatore di recensioni Rotten Tomatoes lo certifica come film di qualità e riporta una percentuale di gradimento del 95% tra le recensioni professionali con un voto medio di 8 su 10, posizionandolo al 35º posto dei migliori film del 2015 ed al quinto posto dei migliori film drammatici dell'anno. Todd McCarthy del The Hollywood Reporter promuove a pieni voti il film aggiungendo che "Sylvester Stallone è stellare in questo solido spin-off"; Drew McWeeny di HitFix.com descrive il film come "eccellente, girato in modo elegante e con un cast eccezionale", mentre Kristopher Tapley di Variety parla di un "Sylvester Stallone pronto a correre per l'Oscar al miglior attore non protagonista". Jordan Hoffman del The Guardian elogia il finale "originale ed emozionante" dando 3 stelle su 5 come giudizio complessivo, Edward Douglas di comingsoon.net elogia il film dando un voto di 8,5 su 10. Amy Blumsom, del The Daily Telegraph, conferma che Stallone è un serio pretendente all'Oscar per il miglior attore non protagonista, mentre il collega Tim Robey dichiara che "è la miglior performance di Stallone in tutta la sua carriera", dando un voto di 3 su 5 al film. Anche Katey Rich, di Vanity Fair, elogia la prova di Stallone, aggiungendo che il film potrebbe essere nominato, oltre al miglior attore non protagonista, anche per l'Oscar al miglior film, miglior regista e la miglior colonna sonora. Chris Nashawaty, di Entertainment Weekly, dà un voto di A- al film e viene posizionato al sesto posto della classifica dei miglior film del 2015; anche come Eric Kohn di indiewire.com dà un voto di A-, mentre il sito del celebre critico Roger Ebert, rogerebert.com, dà al film il pieno dei voti, 4 stelle su 4, concludendo che "Creed è uno dei migliori film del 2015". Il sito indiewire.com posiziona la sceneggiatura del film al ventiduesimo posto delle migliori sceneggiature del XXI secolo.

## Riconoscimenti
- 2016 - Premio Oscar[48]
  - Candidatura per il miglior attore non protagonista a Sylvester Stallone
- 2016 - Golden Globe[49][50]
  - Miglior attore non protagonista a Sylvester Stallone
- 2015 - National Board of Review Awards[51]
  - Migliori dieci film dell'anno
  - Miglior attore non protagonista a Sylvester Stallone
- 2016 - Satellite Award[52]
  - Candidatura per il miglior attore non protagonista a Sylvester Stallone
- 2016 - Critics' Choice Movie Award[53][54]
  - Miglior attore non protagonista a Sylvester Stallone
- 2016 - National Society of Film Critics[55]
  - Miglior attore protagonista a Michael B. Jordan
  - Terzo classificato per il miglior attore non protagonista a Sylvester Stallone
- 2016 - Oklahoma Film Critics Circle[56]
  - Miglior attore non protagonista a Sylvester Stallone
- 2016 - Empire Awards[57]
  - Candidatura per il miglior attore a Michael B. Jordan
- 2016 - Denver Film Critics Society[58][59]
  - Miglior attore non protagonista a Sylvester Stallone
- 2016 - Seattle Film Critics Survey[60]
  - Candidatura per il miglior attore protagonista a Michael B. Jordan
  - Candidatura per il miglior attore non protagonista a Sylvester Stallone
  - Candidatura per la miglior canzone originale a Ludwig Göransson, Sam Dew e Tessa Thompson (Grip)
- 2015 - Los Angeles Film Critics Association[61]
  - New Generation Award a Ryan Coogler
- 2015 - Washington D.C. Area Film Critics Association Awards[62][63]
  - Candidatura per il miglior attore non protagonista a Sylvester Stallone
- 2015 - Boston Society of Film Critics[64]
  - Secondo miglior attore non protagonista a Sylvester Stallone
  - Seconda miglior colonna sonora a Ludwig Göransson
- 2015 - Boston Film Critics Online Awards[65]
  - Miglior attore protagonista a Michael B. Jordan
  - Miglior attore non protagonista a Sylvester Stallone
  - Secondo miglior film dell'anno
- 2015 - NAACP Image Award[66][67]
  - Miglior attore a Michael B. Jordan
  - Miglior attrice non protagonista a Phylicia Rashād
  - Miglior intrattenitore dell'anno a Michael B. Jordan
  - Candidatura per il miglior film
  - Candidatura per la miglior attrice non protagonista a Tessa Thompson
  - Candidatura per la miglior sceneggiatura a Ryan Coogler e Aaron Covington
  - Candidatura per il miglior regista a Ryan Coogler
- 2015 - African-American Film Critics Association[68]
  - Miglior regista a Ryan Coogler
  - Miglior attrice non protagonista a Tessa Thompson
  - Performance rivelazione a Michael B. Jordan
  - Secondo miglior film dell'anno
- 2015 - Time top ten[69]
  - Ottavo miglior film dell'anno
- 2015 - San Francisco Film Critics Circle[70]
  - Candidatura per il miglior attore non protagonista a Sylvester Stallone
- 2015 - Phoenix Critics Circle Awards[71]
  - Miglior attore non protagonista a Sylvester Stallone
- 2015 - Southeastern Film Critics Association Awards[72]
  - Miglior attore non protagonista a Sylvester Stallone
- 2015 - Chicago Film Critics Association[73]
  - Candidatura per il miglior attore non protagonista a Sylvester Stallone
- 2015 - Online Film Critics Society[74]
  - Candidatura per il miglior attore a Michael B. Jordan
  - Candidatura per il miglior attore non protagonista a Sylvester Stallone
- 2015 - Las Vegas Film Critics Society[59]
  - Miglior attore non protagonista a Sylvester Stallone
  - Secondo miglior film
  - Candidatura per il miglior regista a Ryan Coogler
  - Candidatura per il miglior attore a Michael B. Jordan
- 2015 - Houston Film Critics Society Awards[59]
  - Candidatura per il miglior attore non protagonista a Sylvester Stallone
- 2015 - St. Louis Film Critics Association Awards[59]
  - Miglior attore non protagonista a Sylvester Stallone
  - Candidatura per la miglior sceneggiatura adattata a Ryan Coogler e Aaron Covington
  - Candidatura per la miglior scena (Primo incontro)
- 2015 - Vancouver Film Critics Circle Awards[59]
  - Miglior attore non protagonista a Sylvester Stallone
- 2015 - Austin Film Critics Association Awards[59]
  - Miglior attore non protagonista a Sylvester Stallone
  - Candidatura per il miglior attore a Michael B. Jordan
- 2015 - Kansas City Film Critics Circle Awards[59]
  - Candidatura per il miglior attore non protagonista a Sylvester Stallone
- 2015 - Houston Film Critics Society[75]
  - Candidatura per il miglior attore non protagonista a Sylvester Stallone
- 2015 - Florida Film Critics Circle[59][76]
  - Candidatura per il miglior attore non protagonista a Sylvester Stallone
- 2015 - Black Film Critics Circle[77]
  - Miglior film dell'anno
  - Miglior attore a Michael B. Jordan
  - Miglior attore non protagonista a Sylvester Stallone
  - Miglior attrice non protagonista a Tessa Thompson
- 2015 - Utah Film Critics Association Awards[78]
  - Candidatura per il miglior attore non protagonista a Sylvester Stallone
- 2015 - Alliance of Women Film Journalists EDA Awards[79]
  - Candidatura per il miglior attore non protagonista a Sylvester Stallone
- 2015 - North Carolina Film Critics Association Awards[80]
  - Candidatura per il miglior attore non protagonista a Sylvester Stallone
- 2015 - Georgia Film Critics Association[59][81]
  - Miglior attore non protagonista a Sylvester Stallone
  - Candidatura per il miglior regista a Ryan Coogler
  - Candidatura per il miglior attore a Michael B. Jordan
- 2015 - Rotten Tomatoes Awards[34]
  - Quinto miglior film drammatico dell'anno
- 2016 - Motion Picture Sound Editors[82]
  - Candidatura per il miglior montaggio sonoro per la musica in un film a Ronald Webb
- 2016 - MTV Movie Awards[83]
  - Candidatura per il miglior film
  - Candidatura per la miglior performance maschile a Michael B. Jordan
- 2016 - Teen Choice Awards[84]
  - Candidatura per il miglior film drammatico
  - Candidatura per il miglior attore in un film drammatico a Michael B. Jordan
  - Candidatura per la migliore attrice in un film drammatico a Tessa Thompson
- 2017 - Jupiter Award
  - Candidatura per il miglior attore internazionale a Sylvester Stallone

## Sequel
Nel gennaio 2016 Gary Barber, amministratore delegato della Metro-Goldwyn-Mayer, in un'intervista per Variety, ha fissato la data di uscita nei cinema statunitensi del sequel nel novembre 2017, specificando che il regista Coogler potrebbe non tornare dietro la macchina da presa visti i suoi impegni per altri film.
Nell'ottobre 2017, Sylvester Stallone annuncia che sarà lui stesso a dirigere e produrre il sequel. È stata confermata la partecipazione di Dolph Lundgren nuovamente nel ruolo di Ivan Drago. La data di uscita è stata fissata al 21 novembre 2018.
L'11 dicembre 2017 Stallone annuncia che la regia del sequel sarà affidata al giovane Steven Caple Jr., spiegando che "fa parte della stessa generazione di Adonis Creed e può quindi rendere la storia più realistica".